# Талызин, Пётр Фёдорович
Пётр Фёдорович Талызин (даты жизни неизвестны) — генерал-поручик из рода Талызиных, отличившийся во время русско-турецкой войны 1769—1774 годов. Брат Александра Талызина.

## Биография
В военную службу записан в ребячестве, в 1749 году. 18 августа 1767 года произведён в капитаны лейб-гвардии Семёновского полка. Далее продвигался по службе благодаря протекции своего дяди И. Л. Талызина.
В 1768—1774 годах принимал участие в кампании против турок на Дунае. 1 января 1770 года был произведён в полковники 4-го гренадерского полка (причём командиром этого полка он был назначен годом ранее) и блестяще проявил себя при осаде и штурме Браилова. 22 сентября 1775 года получил чин бригадира. 26 ноября 1775 года Талызин был награждён орденом св. Георгия 4-й степени (№ 217 по кавалерскому списку Судравского и № 264 по списку Григоровича — Степанова)
За храбрые и мужественные подвиги, оказанные в 774 году при командовании особой частью войск, отделённых под город Рущук.
28 июня 1777 года Талызин был произведён в генерал-майоры, состоял при Эстляндской и Московской дивизиях, 22 апреля 1781 года получил орден св. Анны. С 28 июня 1783 года генерал-поручик Талызин занимал должность воинского инспектора.
В 1788—1789 годах Талызин находился на Кавказе, где командовал войсками Кубанского корпуса, принимал участие в походе под Анапу.
По возвращении в Санкт-Петербург снова занимал должность воинского инспектора всей армии и 1 апреля 1789 года был награждён орденом св. Александра Невского. На службе числился по 1793 год.
Талызин был женат на вдове Евдокии Ивановне Измайловой, дочери князя Ивана Михайловича Одоевского. У них была одна дочь.